# Дженифър Хейл
Дженифър Хейл (на английски: Jennifer Hale) (родена на 1 януари) е американска озвучаваща актриса и певица, родом от Канада. Най-известна е с озвучаването на видеоигрите Tales of Symphonia, трилогията Metroid Prime, Mass Effect, Brütal Legend, както и анимационни филми на Disney.

## Биография
Карън Лърнинг е родена в Канада в семейство, произхождащо от американския юг. Израства в Бирмингам, Алабама.
По-късно се мести в Холивуд и от 1993 г. започва да озвучава видеоигри, анимационни сериали, реклами, анимета и филми.
Първите ѝ по-значими роли в озвучаването са Фелиша Харди / Жената-котка в „Спайдър-Мен: Анимационният сериал“ и Айви в сериала Where on Earth Is Carmen Sandiego?, който е базиран на едноименната компютърна игра.
Също гостува и в известни сериали като „Чародейките“, „Спешно отделение“ и „Само за снимка“.